# Ausava
Ausava war ein römerzeitlicher vicus, eine sogenannte mutatio (Pferdewechsel-Station) an der Römerstraße von Trier nach Köln. Er ist im Itinerarium Antonini und auf der Tabula Peutingeriana verzeichnet. Die römische Siedlung befand sich im weiteren Bereich der Orte Oos (heute Stadtteil von Gerolstein) und Büdesheim. 
Der Ort liegt an der alten Römerstraße Trier–Neuss.
Bei den Germaneneinfällen von 275/76 n. Chr. wurde der Ort zerstört und danach, anders als die benachbarten Straßen-Orte Beda (Bitburg) und Icorigium (Jünkerath), nicht mehr aufgebaut. Der antike Ort ist bisher nicht lokalisiert.